# Puerto Colombia, Guainía
Puerto Colombia là một khu tự quản thuộc tỉnh Guainía, Colombia. Thủ phủ của khu tự quản Puerto Colombia đóng tại Puerto Colombia Khu tự quản Puerto Colombia có diện tích ki lô mét vuông. Đến thời điểm ngày 28 tháng 5 năm 2005, khu tự quản Puerto Colombia có dân số 1425 người.